# Mario Blessing
Mario Leander Blessing (Filderstadt, 10 gennaio 1992) è un ex cestista tedesco.